# Natuurpark Lunca Joasă a Prutului Inferior

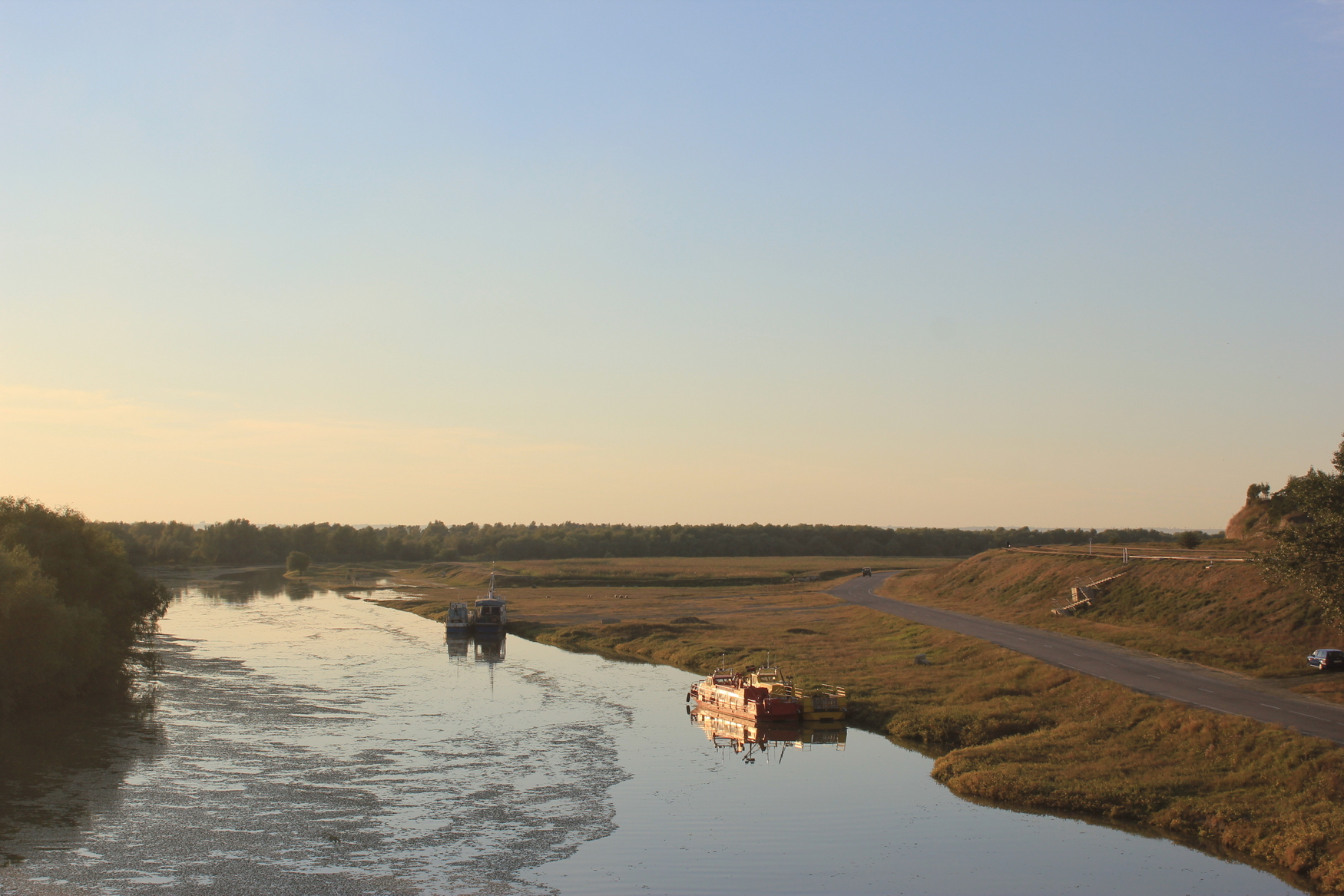

Natuurpark Lunca Joasă a Prutului Inferior (Roemeens: Parcul natural Lunca Joasă a Prutului Inferior) is een natuurpark in Roemenië. Het park is 8247 hectare groot en werd opgericht in 2005. Het natuurpark omvat de benedenloop van de Proet-rivier met vloeiweiden en moerassen.